# Graciela Chichilnisky
Graciela Chichilnisky (née en 1944) est une économiste mathématique argentino-américaine. Elle est professeure d'économie à l'université Columbia et possède une expertise en matière de changement climatique ,. Elle est également cofondatrice et ancienne PDG de la société Global Thermostat.

## Formation
Chichilnisky est née à Buenos Aires, en Argentine, fille d'immigrés juifs russes. Après un coup d'Etat militaire, l'armée argentine ferme violemment les centres scientifiques et facultés de l'université de Buenos Aires le 29 juillet et Chichilnisky quitte l'Argentine pour les États-Unis, soutenue par une bourse de la Fondation Ford. Chichilnisky s'inscrit au programme de doctorat en mathématiques du Massachusetts Institute of Technology, mais sans diplôme de premier cycle ; elle déménage à l'université de Californie à Berkeley en 1968 et termine son doctorat en mathématiques en 1970, sous la direction de Jerrold Marsden, avec une thèse intitulée « Group Actions on Spin Manifolds and a Generalization of Bargmann's Theorem ». Elle obtient un deuxième doctorat, en économie, en 1976 sous la direction de Gérard Debreu.

## Carrière
Après un poste postdoctoral à l'université Harvard, elle accepte un poste de professeur agrégé à l'Université de Columbia en 1977, où elle obtient sa titularisation en 1979, et elle est nommée professeure de mathématiques et d'économie à l'UNESCO de 1995 à 2008. Elle occupe également une chaire d'économie à l'université de l'Essex de 1980 à 1981 et elle est également professeure invitée dans d'autres universités, notamment à Stanford en 2017,.
En 2010, Chichilnisky, avec Peter Eisenberger et Edgar Bronfman Jr. (en), fonde Global Thermostat, une société spécialisée dans la capture directe de l'air à partir d'une unité qui extrait le dioxyde de carbone directement de l'air.

## Recherche
Chichilnisky est l'auteure de plus de 17 livres et de plus de 330 articles de recherche scientifique. Elle est surtout connue pour avoir proposé et conçu le marché d'échange de crédits d'émission de carbone sous-jacent au Protocole de Kyoto, qui constitue une loi internationale depuis 2005, et elle est l'un des principaux auteurs du Groupe d'experts intergouvernemental sur l'évolution du climat (GIEC) en 2007, qui remporte le prix Nobel 2007.
Dans la théorie du commerce international, elle construit un exemple de « paradoxe de transfert », dans lequel un transfert de biens d'un donateur à un destinataire peut aggraver la situation du destinataire et améliorer la situation du donateur. Elle construit des exemples dans lesquels des stratégies de croissance tirées par les exportations pour les pays en développement pourraient aboutir à des résultats paradoxalement médiocres, en raison des rendements d'échelle croissants des technologies des pays développés.
En économie du bien-être et en théorie du vote, en particulier dans la spécialité de la théorie du choix social, Chichilnisky introduit un modèle continu de décisions collectives auquel elle applique la topologie algébrique ; à la suite de ses initiatives, le choix social continu s'est développé comme une sous-discipline internationale. Au cours des années 1980 et 1990, certaines des recherches de Chichilnisky sont menées en collaboration avec l'économiste mathématicien Geoffrey M. Heal, qui a été son collègue à l'Essex et à Colombia.

## Procès
En 1994, Chichilnisky poursuit en justice deux autres professeurs d'économie, les accusant de lui avoir volé ses idées. Chichilnisky est contre-attaquée et abandonne son procès. Le sujet de la controverse est décrit dans les reportages de l'époque comme « un sujet nettement mineur, du moins selon la plupart des experts ». En 1991 et 2000, Chichilnisky poursuit son employeur, l'université de Columbia, alléguant une discrimination fondée sur le sexe, une inégalité salariale et des tentatives de l'université de dissoudre sa chaire dotée. Cette dernière poursuite est réglée en 2008 selon des conditions non divulguées,, ; Le New York Sun rapporte que Chichilnisky a reçu 200 000 $. Selon le porte-parole de Columbia, « Chichilnisky a signé une déclaration selon laquelle son salaire n'était pas discriminatoire ».

## Publications (sélection)

### Articles évalués par des pairs
- Chichilnisky, « North-South Trade and the Global Environment », The American Economic Review, vol. 84, no 4,‎ 1994, p. 851–874 (JSTOR 2118034)
- (en) Chichilnisky, « An axiomatic approach to sustainable development », Social Choice and Welfare, vol. 13, no 2,‎ 1996, p. 231–257 (ISSN 0176-1714, DOI 10.1007/BF00183353, S2CID 189901443, CiteSeerx 10.1.1.321.9924)
- (en) Chichilnisky et Heal, « Economic returns from the biosphere », Nature, vol. 391, no 6668,‎ février 1998, p. 629–630 (ISSN 0028-0836, DOI 10.1038/35481, Bibcode 1998Natur.391..629C, S2CID 4322093)
- Chichilnisky, « An axiomatic approach to choice under uncertainty with catastrophic risks », Resource and Energy Economics, vol. 22, no 3,‎ 2000, p. 221–231 (ISSN 0928-7655, DOI 10.1016/s0928-7655(00)00032-4)
- Chichilnisky, « Social choice and the topology of spaces of preferences », Advances in Mathematics, vol. 37, no 2,‎ août 1980, p. 165–176 (ISSN 0001-8708, DOI 10.1016/0001-8708(80)90032-8, lire en ligne)
- Chichilnisky et Heal, « Necessary and sufficient conditions for a resolution of the social choice paradox », Journal of Economic Theory, vol. 31, no 1,‎ octobre 1983, p. 68–87 (ISSN 0022-0531, DOI 10.1016/0022-0531(83)90021-2, S2CID 54989387, lire en ligne)
- Chichilnisky et Heal, « Who should abate carbon emissions? », Economics Letters, vol. 44, no 4,‎ avril 1994, p. 443–449 (ISSN 0165-1765, DOI 10.1016/0165-1765(94)90119-8, S2CID 154675305)
- Chichilnisky, Heal et Beltratti, « The Green Golden Rule », Economics Letters, vol. 49, no 2,‎ août 1995, p. 175–179 (ISSN 0165-1765, DOI 10.1016/0165-1765(95)00662-y, S2CID 154964259)
- Beltratti, Chichilnisky et Heal, « The environment and the long run: a comparison of different criteria », Ricerche Economiche, vol. 48, no 4,‎ décembre 1994, p. 319–340 (ISSN 0035-5054, DOI 10.1016/0035-5054(94)90011-6, S2CID 154694271, lire en ligne)
- Chichilnisky et Gruenwald, « Existence of an optimal growth path with endogenous technical change », Economics Letters, vol. 48, nos 3–4,‎ juin 1995, p. 433–439 (ISSN 0165-1765, DOI 10.1016/0165-1765(94)00594-r, lire en ligne)

### Chapitres de livres
- Beltratti, A., Chichilnisky, G. et Heal, G., 1998. Sustainable use of renewable resources . Dans Sustainability: Dynamics and Uncertainty (pp. 49-76). Springer Pays-Bas.

### Livres
- Graciela Chichilnisky, Mathematical economics, vol. One, E. Elgar Pub., 1998 (ISBN 978-1858982601, lire en ligne)
- Graciela Chichilnisky, Mathematical Economics, vol. Two, E. Elgar Pub., 1998 (ISBN 978-1858982601, lire en ligne)
- Graciela Chichilnisky, Mathematical Economics, vol. Three, E. Elgar Pub., 1998 (ISBN 978-1858982601, lire en ligne)
- Graciela Chichilnisky, Saving Kyoto, New Holland Publisher (UK) Ltd, 2009 (ISBN 978-1847734310, lire en ligne )
- Graciela Chichilnisky, Topology and Markets, American Mathematical Society, 1998 (ISBN 978-0821871300, lire en ligne)
- Graciela Chichilnisky, The Economics of the Global Environment: Catastrophic Risks in Theory and Policy, Springer International Publishing, 2007 (ISBN 9783319319414)
- Graciela Chichilnisky, Encyclopaedia of Econometrics: Theory and Applications, Blackwells Koros Press Ltd., 2017 (ISBN 978-1785694646)
- Oil and the International Economy (1991)  (ISBN 978-0198285175)
- The Evolving International Economy (1987)  (ISBN 978-0521267168)
- Sustainability, Dynamics and Uncertainty (1998)  (ISBN 978-9401060516)
- Markets, Information and Uncertainty: Essays in Economic Theory in Honor of Kenneth J. Arrow (1999)  (ISBN 978-0521553551)
- Catastrophe or new society?: A Latin American world model (1976)  (ISBN 978-0889360839)
- Development and Global Finance: The Case for an International Bank for Environmental Settlements (1997)  (ISBN 978-9211260649)
- Environmental Markets: Equity and Efficiency (2000)  (ISBN 978-0231504478)
- The Economics of Climate Change (2010)  (ISBN 978-1847207678)
- Reversing Climate Change (2020)  (ISBN 978-9814719353)
- Handbook on the Economics of Climate Change (2018)  (ISBN 978-0857939050)

## Prix et reconnaissance
Graciela Chichilnisky est sélectionnée par l'IAIR (International Alternative Investment Review) comme PDG de l'année 2015 en matière de développement durable.